# Premetro w Antwerpii
Premetro w Antwerpii – system kolei miejskiej noszącej cechy premetra, szybkiego tramwaju. System transportu szynowego w Antwerpii składa się z 11 linii, z czego na system premetra składają się linie 2, 3, 5, 6 i 15. Linie mają przystanki podziemne w centrum miasta, natomiast dalej poprowadzone są po powierzchni. Ruch szynowy jest odseparowany od ruchu samochodowego.

## Historia
W początkowych planach była budowa tradycyjnego systemu metra z 22 stacjami o długości 15 km. Z powodów finansowych zbudowano jedynie 11 stacji. Pierwszy 1,3 km odcinek został otwarty w 25 maja 1975 roku Opera, Meir oraz Groenplaats. Kolejne odcinki były oddawane do użytkowania w latach 1980, 1990, 1996 i 2006.

## Dane techniczne
Długość: 7,6 km

Liczba stacji: 11

Rozstaw szyn: 1000 mm

długość peronu 95 m